# سومین مراسم گلدن گلوب
۳مین مراسم گلدن گلوب برای ارج نهادن به بهترین دستاوردهای فیلمسازی سال ۱۹۴۵ در ۶ مارس سال ۱۹۴۶ در هتل اهل نیویورک لوس‌آنجلس کالیفرنیا برگزار شد. این برای اولین بار مراسم گلدن گلوب در این هتل برگزار می‌شود.
اینگرید برگمن اولین بازیگری است که دو بار پیاپی برنده گلدن گلوب بازیگر نقش اول زن می‌شود. ری میلند اولین بازیگری ولزی است که برنده گلدن گلوب می‌شود.
آنجلا لنسبوری اولین بازیگر انگلیسی است که در سومین مراسم گلدن گلوب گوی زرین را برای بهترین بازیگر زن در نقش مکمل بدست آورده‌است. آنجلا لنسبوری با ۸۹ سن همچنان مشغول بازیگری است.
بیلی وایلدر اولین لهستانی است که برنده بهترین کارگردانی می‌شود.

## برندگان

### جایزه گلدن گلوب بهترین فیلم – درام
تعطیلی ازدست‌رفته directed by بیلی وایلدر 

### جایزه گلدن گلوب بهترین بازیگر مرد – فیلم درام
ری میلند - تعطیلی ازدست‌رفته 

### جایزه گلدن گلوب بهترین بازیگر زن – فیلم درام
اینگرید برگمن - زنگ‌های کلیسای مریم مقدس 

### جایزه گلدن گلوب بهترین بازیگر نقش مکمل مرد
جی. کارول نایش - A Medal for Benny 

### جایزه گلدن گلوب بهترین بازیگر نقش مکمل زن
آنجلا لنسبوری - تصویر دوریان گری 

### جایزه گلدن گلوب بهترین کارگردانی
بیلی وایلدر - تعطیلی ازدست‌رفته 

### Best Film Promoting International Understanding
The House I Live In